# 南代托纳 (佛罗里达州)
南代托纳（英語：South Daytona），是美国佛罗里达州沃盧西亞縣下属的一座城市。建立于1938年。面积约为12.5平方公里（约合4.9平方英里）。根据2010年美国人口普查，该市有人口13,221人。论人口在本州排行第136。